# Quassiremus
Quassiremus es un género de peces anguiliformes de la familia Ophichthidae.

## Especies
Se reconocen las siguientes especies:
- Quassiremus ascensionis
- Quassiremus evionthas
- Quassiremus nothochir
- Quassiremus polyclitellum